# Чхонан
Чхона́н (кор. 천안시?, 天安市?, Cheonan-si) — город в провинции Чхунчхон-Намдо, Южная Корея. Расположен в 80 километрах к югу от Сеула.

## История
История Чхонана как города начинается 1 января 1963 года — тогда были объединены населённые пункты Чхонанып, Чхонангун и Хвасонмён, сформировав новую административную единицу — Чхонанси (город Чхонан). Позже город несколько раз менял административное деление и территорию, последнее изменение произошло в 2003 году.

## География
Чхонан расположен в северо-восточной части провинции Чхунчхон-Намдо, на востоке граничит с уездами Чхонвон и Чинчхон, на западе — с городом Асан, на юге — с городом Конджу и уездом Йонги и на севере — с городами Пхёнтхэк и Ансон.
Чхонан расположен примерно в 80 километрах к югу от Сеулу, являясь воротами в центральный регион Южной Кореи — Судогвон. Является крупным транспортным узлом.
Топографически Чхонан поделён на восточную и западную части, между которыми находится гора Тхэджосан (424 м). Северная часть города преимущественно холмистая, восточная — более гористая, здесь находится горы Куксабон и Мангынсан. Через город протекают реки Ансонган, Сапгёчхон и Кымган бассейна Жёлтого моря.

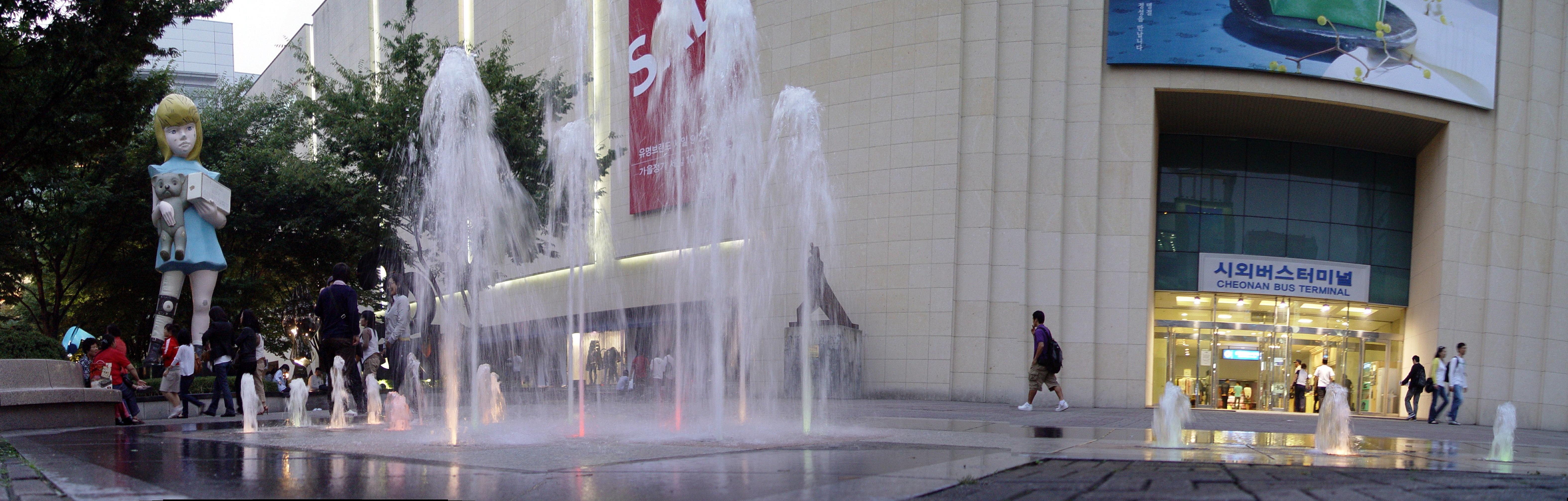
Автобусный терминал

## Климат
| Показатель                    | Янв.  | Фев.  | Март | Апр. | Май  | Июнь  | Июль  | Авг.  | Сен.  | Окт. | Нояб. | Дек.  | Год    |
| ----------------------------- | ----- | ----- | ---- | ---- | ---- | ----- | ----- | ----- | ----- | ---- | ----- | ----- | ------ |
| Абсолютный максимум, °C       | 16,5  | 20,6  | 23,3 | 31,2 | 31,5 | 34,8  | 37,7  | 36,7  | 33,9  | 28,4 | 24,1  | 18,2  | 37,7   |
| Средний суточный максимум, °C | 2,5   | 5,3   | 11,2 | 18,6 | 23,7 | 27,2  | 29,4  | 30,1  | 26,0  | 20,3 | 12,5  | 5,4   | 17,7   |
| Средняя температура, °C       | −2,9  | −0,4  | 4,8  | 11,5 | 17,2 | 21,5  | 24,7  | 25,1  | 20,0  | 13,3 | 6,2   | −0,1  | 11,8   |
| Средний суточный минимум, °C  | −7,9  | −5,6  | −1   | 4,7  | 11,2 | 16,5  | 20,9  | 21,0  | 15,0  | 7,2  | 0,8   | −4,9  | 6,5    |
| Абсолютный минимум, °C        | −23,9 | −19,9 | −9,7 | −5,2 | 2,0  | 6,9   | 12,5  | 12,1  | 3,0   | −4,3 | −10,4 | −18,7 | −23,9  |
| Норма осадков, мм             | 23,4  | 26,4  | 45,9 | 61,4 | 85,7 | 133,1 | 264,7 | 298,3 | 158,4 | 53,1 | 49,2  | 26,8  | 1226,5 |
| Источник:                     |       |       |      |      |      |       |       |       |       |      |       |       |        |

## Образование
Город является одним из центров высшего образования в стране. Здесь расположены следующие высшие учебные заведения:
- Колледж Пэксок
- Чхонанский Национальный Технический Колледж
- Чхонанский Университет
- Колледж Йонам
- Международный Университет Мира
- Назарейский Университет Кореи
- Корейский Университет Технологий и Образования
- Университет Намсоуль
- Университет Сонмун
- Университет Тангук (филиал)
- Университет Хосо (филиал)
- Университет Санмён (филиал)

## Культура
В Чхонане проходит ряд фестивалей, среди которых:
- Фестиваль Хынтарён — культурный фестиваль, посвящённый корейским культурным традициям хынтарён (песни и танцы).
- Фестиваль Понхваджэ — исторический фестиваль посвящённый движению за независимость Кореи. В рамках фестиваля проводится факельное шествие через весь город.

Заведения культуры города:
- Мемориал независимости Кореи — был открыт 15 августа 1987 года на частные пожертвования. Выставлены экспонаты, связанные с колониальным прошлым Кореи и движением за независимость. Имеется экспозиция на открытом воздухе.[5]
- Почтовый музей — здесь представлены экспонаты, посвящённые почте Кореи. Старейшие образцы датируются 1884 годом, когда в стране заработала регулярная почтовая служба. Музей был построен изначально в Сеуле, однако в феврале 2004 года переехал в Чхонан.

## Туризм и достопримечательности
Исторические достопримечательности:

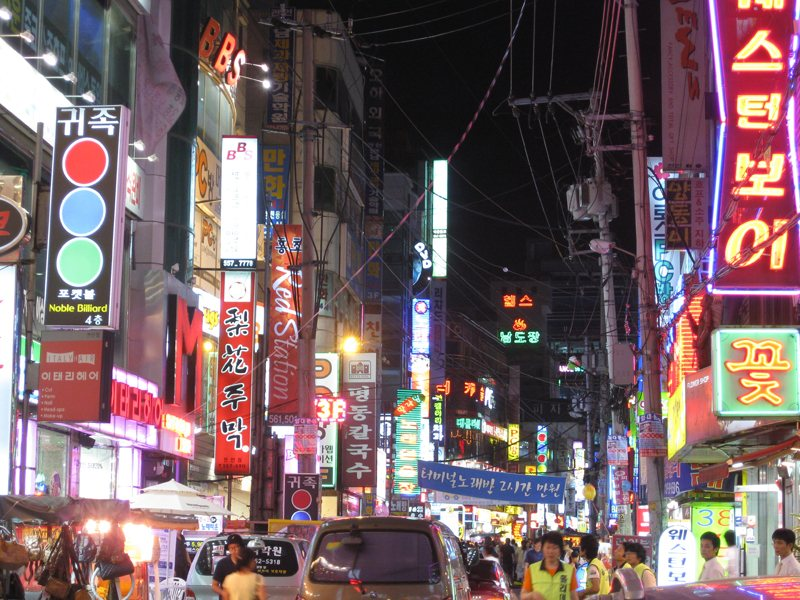
Центральная улица

- Буддийский храм Квандокса. Расположен на горе Квандоксан. По легенде основана монахом по имени Чинсаном в VII веке. Храм сильно пострадал во время войны с Японией в 1592 году, однако уже в 1597 году был отстроен заново. В храме хранится ряд охраняемых государством памятников живописи и скульптуры.
- Ореховое дерево в храме Квандокса — входит в список памятников природы Южной Кореи под номером 398. По легенде здесь было высажено дерево в 1290 году. Современный орех тем является потомком того самого дерева, и ему более 400 лет.
- Высеченное в скале изображение Будды в местечке Самтхэри. Это изображение было высечено в эпоху раннего Корё, сейчас является одним из самых больших изображений Будды в стране.
- Буддийский храм Чхонхынса — построена в эпоху Корё. Знаменита своей пятиуровневой пагодой, внесённой в список сокровищ Кореи под номером 354. Эта пагода является представителем более ранней архитектуры (государство Пэкче).
- Буддийский храм Понсонхонгёнса. Один из крупнейших в регионе, насчитывает 200 помещений. Здесь находится стела, входящая в список Национальных сокровищ Кореи под номером 7.

## Символы
Как и большинство южнокорейских городов, Чхонан имеет ряд символов:
- Дерево: плакучая ива — это дерево появляется в городском фольклоре (легенде о Пак Хёнсу).
- Цветок: форзиция — является символом весны и весеннего возрождения.
- Птица: голубь — является олицетворением покорности и дружбы между людьми.

## Международные отношения

### Города-побратимы
- Бивертон, штат Орегон, США (1989)
- Шицзячжуан, провинция Хэбэй, Китай (1997)

### Дружественный город
- Вэньдэн, провинция Шаньдун, Китай